# Corinne Bohrer
Corinne Bohrer (Camp Lejeune, 18 ottobre 1958) è un'attrice statunitense.

## Filmografia parziale

### Cinema
- Le ragazze della spiaggia (The Beach Girls), regia di Bud Townsend (1982)
- Io, la giuria (I, the Jury), regia di Richard T. Heffron (1982)
- Zapped! - Il college più sballato d'America (Zapped!), regia di Robert J. Rosenthal (1982)
- Continuavano a chiamarlo Bruce Lee (They Call Me Bruce), regia di Elliott Hong (1982)
- L'ospite d'onore (My Favorite Year), regia di Richard Benjamin (1982)
- Porci con le ragazze (Joysticks), regia di Greydon Clark (1983)
- Vai col surf (Surf II), regia di Randall M. Badat (1983)
- L'aereo più pazzo del mondo 3 (Stewardess School), regia di Ken Blancato (1986)
- Scuola di polizia 4 - Cittadini in... guardia (Police Academy 4: Citizens on Patrol), regia di Jim Drake (1987)
- Prendi il mio cuore (Cross My Heart), regia di Armyan Bernstein (1987)
- Vice Versa - Due vite scambiate (Vice Versa), regia di Brian Gilbert (1988)
- Kisses in the Dark, regia di Louis Venosta (1994)
- Volo 747 - Vendetta ad alta quota (Aurora: Operation Intercept), regia di Paul Levine (1995)
- Star Kid, regia di Manny Coto (1997)
- Big Eden, regia di Thomas Bezucha (2000)
- Tellers, regia di Joe Black (2019)

### Televisione
- Falcon Crest - 1 episodio (1982)
- Il principe delle stelle (The Powers of Matthew Star) - 1 episodio (1982)
- T.J. Hooker - 1 episodio (1983)
- The Kid with the 200 I.Q. - film TV (1983)
- P/S - Pronto soccorso (E/R) - 22 episodi (1984-1985)
- MacGyver - 1 episodio (1986)
- Conquisterò Manhattan (I'll Take Manhattan) - 2 episodi (1987)
- Destination America - film TV (1987)
- Free Spirit - 14 episodi (1989-1990)
- Flash - 1 episodio (1990-1991)
- Ma che ti passa per la testa? (Herman's Head) - 1 episodio (1991)
- Man of the People - 10 episodi (1991-1992)
- Ricominciare una vita (Shameful Secrets) - film TV (1993)
- La rivincita dei nerds IV (Revenge of the Nerds IV: Nerds in Love) - film TV (1994)
- Friends - 1 episodio (1995)
- Double Rush - 13 episodi (1995)
- La signora in giallo (Murder, She Wrote) - 3 episodi (1992-1996)
- Partners - 7 episodi (1995-1996)
- Una mummia per amico (Under Wraps) - film TV (1997)
- Rude Awakening - 12 episodi (1998-2000)
- Il fantasma del megaplex (Phantom of the Megaplex) - film TV (2000)
- Joan of Arcadia - 2 episodi (2003-2004)
- Veronica Mars - 7 episodi (2004-2006)
- Murder in the First - 5 episodi (2015)
- Criminal Minds - 2 episodi (2020)
- Grey's Anatomy - 1 episodio (2021)

## Doppiatrici italiane
Nelle versioni in italiano delle opere in cui ha recitato, Corinne Bohrer è stata doppiata da:
- Chiara Colizzi ne La signora in giallo (ep. 9x09)
- Barbara De Bortoli ne La signora in giallo (ep. 11x01, 12x17)
- Gilberta Crispino in Veronica Mars
- Francesca Manicone in Criminal Minds
- Anna Cugini in Grey's Anatomy
- Cristiana Lionello in Scuola di polizia 4 - Cittadini in... guardia